# Al-Madżma’a

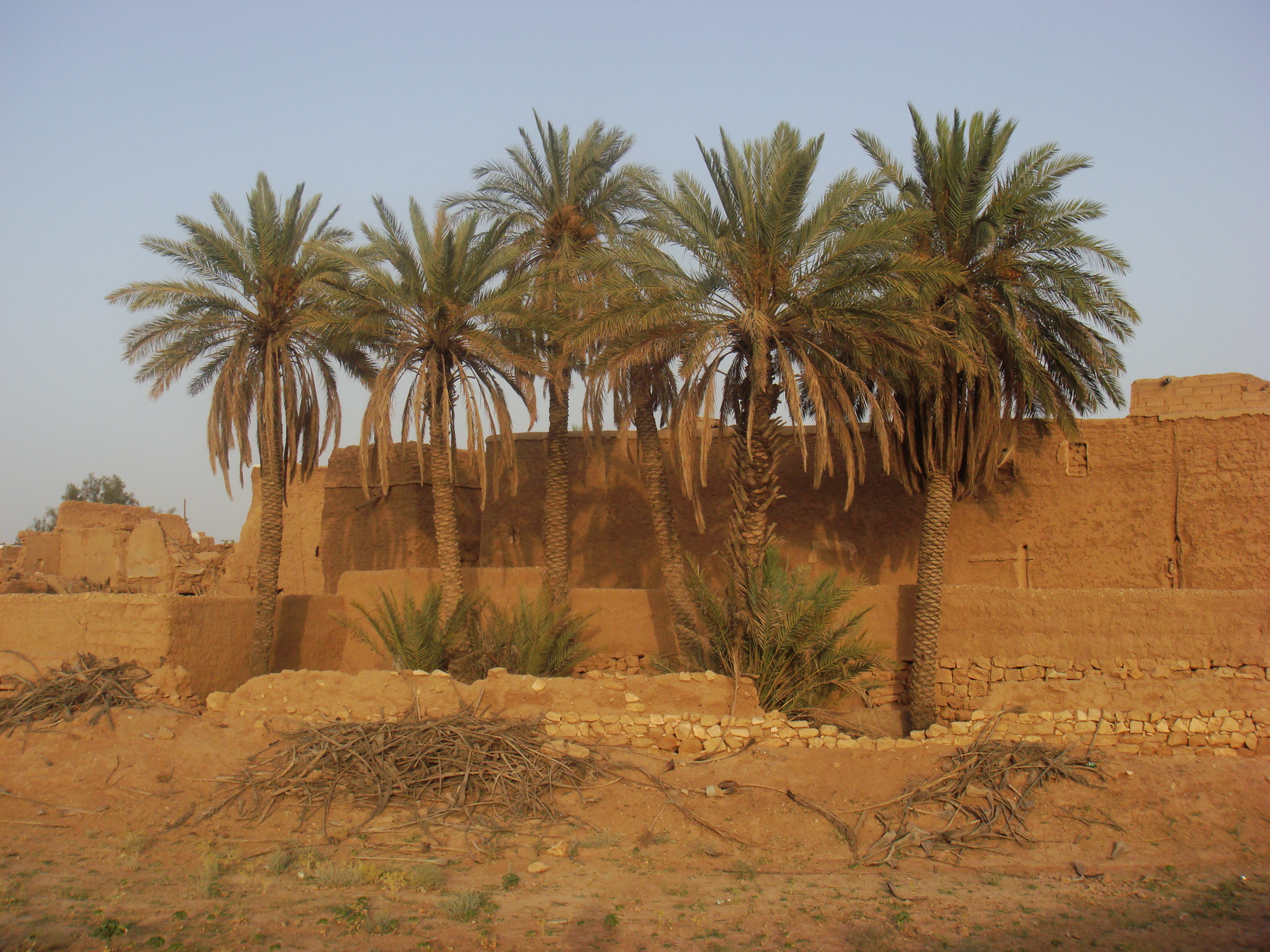
Al-Madżma’a

Al-Madżma’a (arab. المجمعة, Al-Maǧmaʿa) – miasto w Arabii Saudyjskiej, w prowincji Rijad. W 2010 roku liczyło ok. 48 tys. mieszkańców.